# Zagiridia alamotralis
Zagiridia alamotralis är en fjärilsart som beskrevs av Pierre E.L. Viette 1973. Zagiridia alamotralis ingår i släktet Zagiridia och familjen Crambidae. Inga underarter finns listade i Catalogue of Life.